# Argélia nos Jogos Olímpicos de Verão de 1972
A Argélia participou dos Jogos Olímpicos de Verão de 1972 em Munique, Alemanha Ocidental. Não ganhou medalhas.